# François Perrier (general)
François Perrier (18 de abril de 1833 – 20 de febrero de 1888) fue un militar y geógrafo francés.

## Biografía
Perrier nació en Valleraugue (Gard), descendiente de una familia de confesión protestante de los Cévennes. Después de haber acabado sus estudios en el liceo de Nimes y en el colegio Saint-Barbe, ingresó en la École Polytechnique en 1853, y cuatro años después, en 1857, salió de la institución como oficial.
Ascendió a teniente en 1857, a capitán en 1860, a mayor de caballería en 1874, a teniente coronel en 1879, y recibió un año antes de su muerte las estrellas de brigadier-general. Fue Comendador de la Legión de Honor y presidente del consejo general de su departamento.
Murió en Montpellier el 20 de febrero de 1888. Fallecido como consecuencia de un aneurisma, fue enterrado en el cementerio protestante de Montpellier.
Su hijo, Georges Perrier (1872-1946), siguió la misma carrera que su padre, alcanzando el mismo grado, las mismas funciones y los mismos honores.

## Geógrafo
Después de sus destacadas publicaciones sobre el enlace trigonométrico entre Francia e Inglaterra (1861) y sobre la nivelación de la triangulación de Córcega (1865), resultó elegido miembro del Bureau des Longitudes en 1875 y estuvo al frente del servicio de geodesia del ejército francés en 1879. En 1880, fue enviado como delegado geodésico a la conferencia de Berlín para establecer la frontera greco-turca. En enero de ese mismo año, fue elegido miembro de la Academia de las Ciencias, en sustitución de M. De Tessan, a pesar de la candidatura del coronel Amado Laussedat, su superior durante una quincena de años: hacia 1838, era un antiguo oficial de ingenieros, profesor del Conservatorio de Artes y Oficios, y antiguo profesor en la Escuela Politécnica de Geodesia y de Astronomía. Este rival se había ilustrado en la aplicación de la fotografía a la topografía militar, y había presidido de 1872 a 1879 diversas comisiones científicas militares (telegrafía óptica, alumbrado eléctrico, aerostación, palomas mensajeras..., procedimientos todos utilizados durante el sitio de París en 1870), pero sobre todo, gozaba de cierto predicamento en el seno de la Academia de Ciencias, por la puesta en entredicho de los novedosos trabajos de Urbain Le Verrier en 1871, y de los de Perrier mismo en 1872.
En 1882, Perrier fue enviado a Florida para observar el tránsito de Venus, donde sus observaciones fueron consideradas como un éxito completo. Su celebridad fue aumentando hasta sus últimas operaciones de triangulación en Argelia.
Los méritos del general Perrier le llevaron a ser destinado al Servicio Geográfico del Ejército de Francia, en cuya organización utilizó todas sus energías.

## Cargos electos
- Consejero general del Cantón de Valleraugue de 1880 a 1888
- Presidente del Consejo General de Gard de 1883 a 1888

## Reconocimientos
- Comendador de la Legión de Honor.
- En 1892, se erigió una estatua en su honor en la plaza principal de Valleraugue, gracias a una cuantiosa suscripción popular y al cincel del escultor Morice. Fue destruida en 1943, y reemplazada después por una copia en piedra.
- Es uno de los 72 científicos cuyo nombre figura inscrito en la Torre Eiffel.
- En la ciudad de Nimes, la calle que pasa junto al célebre templo romano de la Maison Carrée lleva su nombre : calle del General-Perrier.